# Tito et moi
Pour plus de détails, voir Fiche technique et Distribution.
Tito et moi (en serbe : Тито и ја, Tito i ja) est un film serbe réalisé par Goran Marković, sorti en 1992. Réalisé à l'époque de la dislocation du pays, au début des guerres civiles, le film est une comédie satirique sur la période communiste.

## Synopsis
Le film se déroule dans les années 1950 sous la Yougoslavie communiste. Zoran est un garçon de 10 ans, un peu en surpoids, qui vit dans une maison surpeuplée avec ses parents, sa grand-mère, sa tante et son oncle. De nombreuses maisons sont alors retirées à leurs propriétaires dans le cadre des réformes agraire. La famille de Zoran est divisée : ses parents sont favorables à la politique de Tito, tandis que son oncle et sa tante critiquent le régime. Le garçon, quant à lui, a appris à l'école que le dirigeant yougoslave est le plus grand homme qui ait jamais vécu, et le considère comme son héros. Un jour, Zoran gagne un concours de rédactions à la gloire du maréchal Tito : il obtient de participer à une excursion avec des enfants issus de familles privilégiées par le régime. Le point culminant du voyage sera une rencontre des enfants avec Tito en personne...

## Distribution
- Dimitrije Vojnov : Zoran
- Lazar Ristovski : Raja
- Miki Manojlović[1] : Otac
- Anica Dobra : Majka
- Olivera Markovic : Baka
- Bogdan Diklic : Teca
- Ljiljana Dragutinovic : Tetka
- Rade Markovic : Deda
- Vojislav Brajović : Josip Broz Tito
- Milutin Dapcevic : Kengur
- Milena Vukosav : Jasna
- Jelena Mrdak : Ljilja
- Vesna Trivalic : Uciteljica
- Dragan Nikolic : Ganetov otac
- Branimir Brstina : Djurin otac
- Olja Beckovic : Djurina majka
- Jelena Živković : Svetlana
- Uros Nikolic : Djura
- Milivoje Tomic : Kustos (comme Mica Tomic)
- Mirjana Lazic : chanteur d'opéra
- Ilija Basic : Prvi agent
- Dusan Jakisic : Drugi agent
- Dragana Djukic : Balerina
- Tamara Vuckovic : chanteur dans le bar
- Nebojsa Dugalic : Milicioner
- Branko Jerinic : Prvi pijanac
- Mile Stankovic : Drugi pijanac
- Miodrag Tomovic : Brozov adjutant